# Сетун
Сетун е съветски троичен компютър, построен през 1958 г. в Московския университет.

## История
Компютърът е създаден под ръководството на Сергей Соболев и Николай Брусенцов. Той е единствената по рода си ЕИМ, която използва троична вместо двоична логика, която е била предложена от Томас Фаулър през 1840 година. Сетун бил построен, за нуждите на Московския университет. Общо са построени 50 компютъра, а производството е спряно през 1965 г. Между 1965 и 1971 г. в университета е бил използван стандартен бинарен компютър, който, въпреки че се справял също толкова добре, струвал 2,5 пъти повече от Сетун. През 1970 г. бил проектиран още един троичен компютър – Сетун-70. Компютърът е кръстен на река Сетун, която минава близо до Московския университет.
|  | Тази страница частично или изцяло представлява превод на страницата „Сетунь (компьютер)“ в Уикипедия на руски. Оригиналният текст, както и този превод, са защитени от Лиценза „Криейтив Комънс – Признание – Споделяне на споделеното“, а за съдържание, създадено преди юни 2009 година – от Лиценза за свободна документация на ГНУ. Прегледайте историята на редакциите на оригиналната страница, както и на преводната страница, за да видите списъка на съавторите. ВАЖНО: Този шаблон се отнася единствено до авторските права върху съдържанието на статията. Добавянето му не отменя изискването да се посочват конкретни източници на твърденията, които да бъдат благонадеждни. |